# اوکتیابرسکویه (شهرستان پریگورودنی، اوستیای شمالی)
اوکتیابرسکویه (روسی: Октябрьское) یک منطقهٔ مسکونی در روسیه است که در اوستیای شمالی-آلانیا واقع شده‌است.